# Ilse (Petershagen)
Ilse ist ein Ortsteil von Petershagen im Kreis Minden-Lübbecke in Ostwestfalen.

## Geographie
Er liegt rund 6 km nordöstlich der Kernstadt; im Osten grenzt Ilse an den Ortsteil Rosenhagen, im Norden an die Ortsteile Neuenknick und Döhren, im Westen an die Ortsteile Windheim und Jössen sowie im Süden an die Ortsteile Gorspen-Vahlsen, Ilserheide und Raderhorst.

## Geschichte
Ilse gehörte bis zu den Napoleonischen Kriegen zur Vogtei Windheim im Amt Petershagen des Fürstentums Minden. Der Ort gehörte von 1807 bis 1813 zum Kanton Windheim des napoleonischen Satellitenstaats Königreich Westphalen und kam 1816 zum neuen Kreis Minden. Bis 1972 bildete Ilse eine Gemeinde im Amt Windheim des Kreises. Bevor die Gemeinde bei der kommunalen Neugliederung am 1. Januar 1973 Teil der Stadt Petershagen wurde, hatte sie eine Fläche von 5,92 km² sowie 488 Einwohner (31. Dezember 1972). Ilse hatte am 31. Dezember 2024 367 Einwohner.

## Politik
Die Bevölkerung von Ilse wird gegenüber Rat und Verwaltung der Stadt Petershagen seit 1973 durch einen Ortsvorsteher vertreten, der aufgrund des Wahlergebnisses vom Rat der Stadt Petershagen gewählt wird. Seit dem 22. Dezember 2022 ist Dietmar Meyer Ortsbürgermeister der Ortschaft Ilse.

## Kultur und Sehenswürdigkeiten
- 1998 wurden bei archäologischen Ausgrabungen die Frauengräber von Ilse entdeckt, bei denen es sich um 20 Frauengräber mit einem Alter von über 2500 Jahren handelt. Die Funde befinden sich seit dem Jahr 2003 im Westfälischen Museum für Archäologie in Herne.[3]